# Neuville-sous-Huy
Pour les articles homonymes, voir Neuville.
Neuville-sous-Huy, parfois appelée Neuville-sur-Meuse, est un village de la ville belge de Huy, section de Tihange, située en Région wallonne dans la province de Liège.
C'était une commune à part entière avant sa fusion avec Tihange le 22 juillet 1952.

La commune a donné son nom au barrage sur la Meuse appelé Barrage d'Ampsin-Neuville.
- Château de la Neuville-sous-Huy
- Église Sainte-Gertrude de Neuville-sous-Huy

- Desserte TEC : Ligne 9